# Iñaki Pikabea
José Ignacio Picabea Burunza (Rentería, Guipúzcoa, 5 de agosto de 1947), más conocido como Iñaki Pikabea (alias Piti), es un antiguo miembro de la organización terrorista ETA y exparlamentario vasco por la coalición Herri Batasuna entre 1980 y 1984.

## Biografía
El 19 de febrero de 1979 fue detenido por la policía acusado de pertenecer a un comando de ETA militar. Cuando estaba en prisión preventiva a la espera de juicio fue incluido por la coalición abertzale Herri Batasuna en sus planchas electorales para las primeras elecciones autonómicas que se celebraron en el País Vasco, resultando elegido. Fue miembro del Parlamento Vasco por la provincia de Guipúzcoa entre 1980 y 1984, aunque nunca llegó a participar en las sesiones del Parlamento.
En julio de 1981 fue sentenciado a 33 años de cárcel por ser miembro de ETA y haber participado en 1977 en el asesinato del concejal irundarra Julio Martínez Ezquerro.
El 7 de julio de 1985 protagonizó una sonada fuga de la cárcel de Martutene de San Sebastián junto con el escritor Joseba Sarrionandia, también miembro de ETA. Ambos escaparon escondidos en los bafles del conjunto musical de Imanol Larzabal tras un concierto en la cárcel. Como consecuencia de esta fuga el periodista de Argia Josu Landa y el cantante Imanol fueron detenidos. La fuga inspiró la famosa canción Sarri, Sarri del grupo vasco Kortatu.
Pikabea se reintegró a ETA tras su fuga, pero fue detenido dos años más tarde, el 30 de septiembre de 1987 en el marco de una amplia operación policial desarrollada en Francia contra la dirección militar de ETA, tras la detención de Santiago Arróspide Sarasola. Su captura se realizó en un chalet de Saint-Pée-sur-Nivelle que fue considerado como importante centro logístico de la banda terrorista. Fue extraditado a España, donde siguió cumpliendo su condena. En marzo de 2000 salió de la cárcel en libertad condicional.